# فرانك غيتس
فرانك غيتس (12 أبريل 1920 في الولايات المتحدة - 26 يوليو 1978 في الولايات المتحدة) (بالإنجليزية: Frank Gates)‏ هو لاعب كرة سلة أمريكي في مركز هجوم خلفي. لعب مع Anderson Packers ‏.

## وصلات خارجية
- فرانك غيتس على موقع إن بي أي (الإنجليزية)
- فرانك غيتس على موقع سبورتس رفرنس (الإنجليزية)
- فرانك غيتس على موقع ريلجم (الإنجليزية)
- فرانك غيتس على موقع بروبوليرز (الإنجليزية)
- فرانك غيتس على موقع سبورتس رفرنس (الإنجليزية)